# Kosovská vlajka

Kosovská vlajka
Poměr stran: 5:7

Vlajka Kosova je vlajkou nezávislého státu, který se jednostranně odtrhl od Srbska. Stát byl uznán většinou demokratických států, mnoho států jej však neuznalo. Srbsko stále považuje Kosovo (dle srbské ústavy z roku 2006) za své území.
Vlajka je tvořena modrým listem o poměru stran 5:7, některé zdroje uvádějí 2:3. Na listu je žluto-oranžová silueta území, nad ní do oblouku šest bílých pěticípých hvězd.
Symbolika barev kosovské vlajky je podobná symbolice bosenskohercegovské vlajky, bílá, modrá a žlutá barva jsou spojovány s neutralitou a mírem. Hvězdy symbolizují šest hlavních etnických skupin žijících na tomto území: Albánce, Srby, Turky, Gorany (v překladu doslova „horští lidé“), Romy a Bosňáky.
Vlajka je spolu s kyperskou vlajkou jednou z pouze dvou vlajek států se zobrazením siluety území státu (mapa je zobrazena také na neoficiální společné korejské vlajce, užívané především k reprezentaci obou Korejí při sportu).

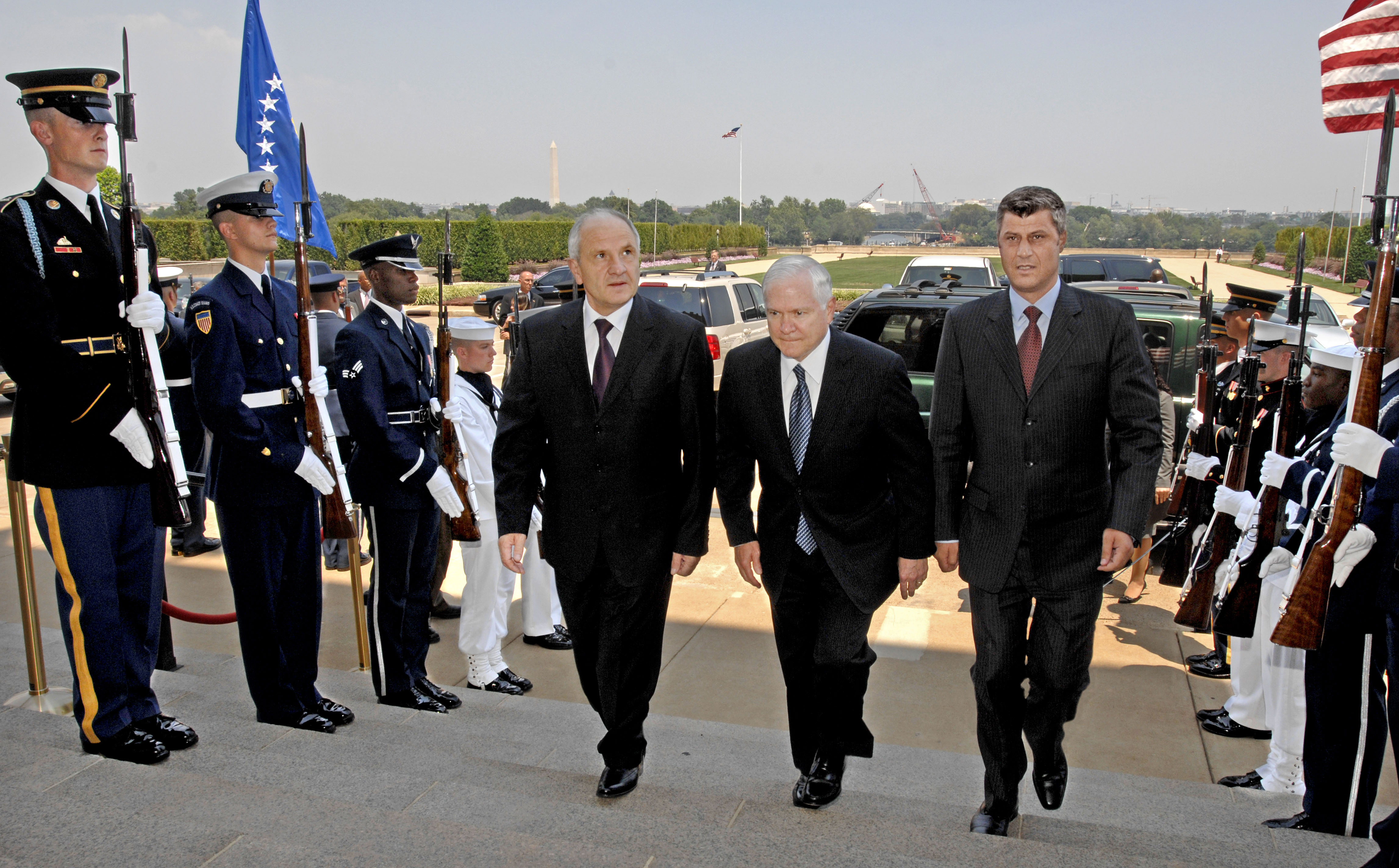
Kosovská vlajka (v pozadí) vyvěšená u Pentagonu v den vyhlášení nezávislosti

Vlajka byla přijata spolu s jednostranným vyhlášením nezávislosti 17. února 2008. Návrh vzešel z vítězného návrhu veřejné soutěže, pořádané tamní přechodnou vládou a sponzorované OSN, které vyhrál Muhamer Ibrahimi. Před vyhlášením nezávislosti bylo Kosovo pod správou OSN a užívalo i její vlajku.